# Parc national de la Lagoa do Peixe
Le parc national de la Lagoa do Peixe est un petit parc naturel créé dans le Sud du Brésil (à environ 200 km de Porto Alegre par la route BR-101) autour de la Lagoa do Peixe (la lagune aux poissons) qui se situe entre l'embouchure de la Lagoa dos Patos (ou lagune des canards) et l'océan Atlantique Sud.
Le parc est reconnu au titre de site Ramsar depuis 1993.

## Faune
Le parc accueille principalement une faune aquatique et des oiseaux migrateurs dont les plus représentés sont certainement :
- le flamant rose ;
- l'ibis ;
- le héron ;
- l'otarie.

## Économie
Le tourisme et l'éco-tourisme y sont organisés depuis les villes de Mostardas, Tavares et São José do Norte, mais restent limités à quelques milliers de personnes par an seulement du fait de la difficulté d'accès, notamment en période humide.